# Doppelzahn-Bartvogel
Der Doppelzahn-Bartvogel (Pogonornis bidentatus, Synonym: Lybius bidentatus) ist eine Art aus der Familie der Afrikanischen Bartvögel. Die Art kommt in Afrika beiderseits des Äquators vor. Es werden mehrere Unterarten unterschieden. Die IUCN stuft den Doppelzahn-Bartvogel als nicht gefährdet (least concern) ein.

## Erscheinungsbild

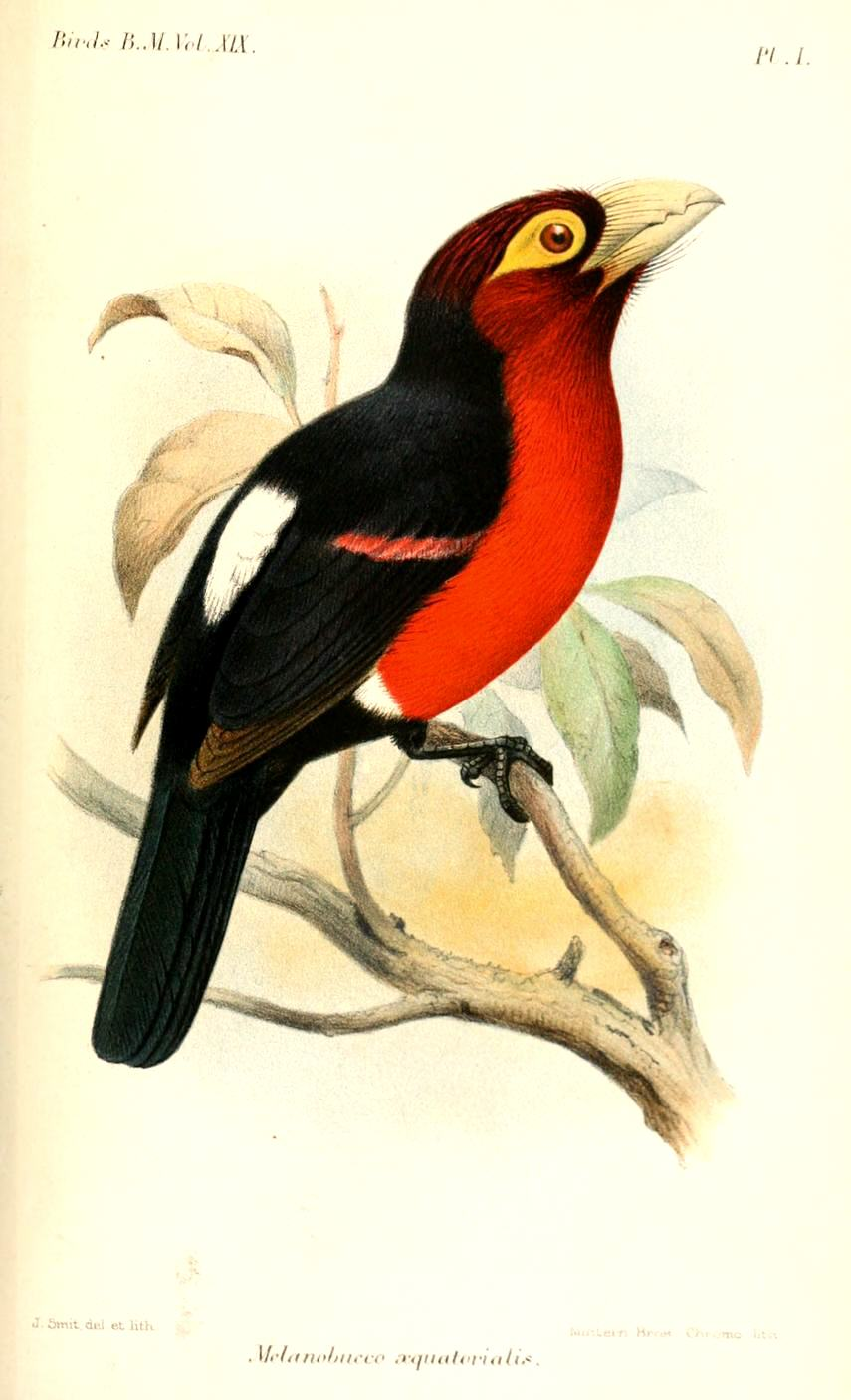
Doppelzahn-Bartvogel, Illustration

Die Männchen der Nominatform erreichen eine Flügellänge von 9,7 bis 10,4 Zentimeter. Die Schwanzlänge beträgt 7,3 bis 8,4 Zentimeter. Der Schnabel wird zwischen 2,8 und 3,3 Zentimeter lang. Der Doppelzahn-Bartvogel gehört damit zu den größten Arten innerhalb der Gattung der Zahnbärtlinge. Weibchen haben ähnliche Körpermaße. Der Sexualdimorphismus ist nur geringfügig ausgeprägt.
Die Männchen haben eine schwarze Stirn und einen schwarzen Oberkopf, die beide leicht mit rot durchsetzt sind. Ansonsten ist die Körperoberseite vom Scheitel bis zu den Steuerfedern schwarz, sie weisen lediglich auf dem unteren Rücken einen kleinen weißen oder weißen und roten Fleck auf. Die Gesichtsseiten und das Kinn sind schwarz, die Wangen, die Halsseiten, die Kehle und die Brust sind rot, dabei sind die schwarzen Federbasen teilweise sichtbar. Bauch und Körperseiten sind gleichfalls schwarz. Ein weißer Fleck setzt die roten Körperseiten von den schwarzen Flanken ab. Die Unterschwanzdecken sind gleichfalls schwarz. Die ungefiederte Haut rund um die Augen ist gelb, die Augen sind gelb bis braun oder braunrot. Die Beine und Füße sind braun.
Weibchen ähneln den Männchen weitgehend, weisen aber an den roten Körperseiten kleine, feine schwarze Striche auf, die zum Teil auch auf dem weißen Seitenfleck sichtbar sind. Jungvögel gleichen den adulten, haben aber insgesamt ein matteres Gefieder. Das Rot ist weniger leuchtend, das Schwarz ist weniger glänzend.
Verwechslungsmöglichkeiten bestehen nur mit dem Senegal-Furchenschnabel und dem Schwarzbrust-Furchenschnabel. Der Senegal-Furchenschnabel weist jedoch ein schwarzes Brustband auf, der Schwarzbrust-Furchenschnabel hat ein schwarzes Kinn, eine schwarze Kehle und eine schwarze Brust. Die unbefiederte Haut rund um die Augen sind bläulich-schieferfarben.

## Verbreitungsgebiet
Das Verbreitungsgebiet des Doppelzahn-Bartvogels erstreckt sich über Guinea-Bissau, Sierra Leone und dem Norden Liberias bis zum Süden von Nigeria, Kamerun, dem Süden der Zentralafrikanischen Republik und des Sudans sowie Äthiopien. In südlicher Verbreitungsrichtung kommt er in Angola, Republik Kongo, dem Norden und Nordosten der Demokratischen Republik Kongo, Burundi, dem Nordwesten Tansanias und dem Westen Kenias vor.
Doppelzahn-Bartvögel sind Waldbewohner, sie fehlen aber in den weitläufigen Waldgebieten der Demokratischen Republik Kongo und Gabuns. Die Höhenverbreitung reicht vom Meeresniveau bis auch Höhenlagen von 2.300 Meter.

## Lebensweise
Der Doppelzahn-Bartvogel bevorzugt Wälder mit dichten Unterholz und hält sich bevorzugt in der Nähe von Waldrändern oder Lichtungen auf. Er besiedelt auch Sekundärwald und dichte, isoliert stehende kleine Waldreste sowie Baumplantagen. Er lebt in Paaren oder in kleinen Trupps, dabei handelt es sich entweder um Elternvögel mit Jungvögeln oder um Elternvögel mit ausgewachsenen, aber noch nicht verpaarten Nachkommen. Diese nehmen die Rolle eines Helfers ein.
Während der Nahrungssuche halten sie sich im dichten Unterholz auf und sind deswegen häufig nicht auszumachen. Ihr Nahrungsspektrum besteht aus Früchten sowie Insekten. Insekten werden zum Teil auch in der Luft gefunden. Zu den gefressenen Früchten zählen Papayas und Avocados sowie die Beeren des in Afrika eingeführten Pokastrauchs. Auf die Lautäußerungen des Gelbschnabel-Bartvogels, der zu den Schmuckbartvögeln gehört, zeigen Doppelzahn-Bartvögel eine deutliche Reaktion.
Doppelzahn-Bartvögel sind wie fast alle Bartvögel Höhlenbrüter. Die Nisthöhlen werden in einer Höhe von mindestens zwei Meter oberhalb des Erdboden in abgestorbene Baumstämme oder Äste gehackt. Der Höhleneingang hat einen Durchmesser von fünf Zentimeter. Sowohl das Brutpaar als auch die Helfer verteidigen die Nisthöhle gegenüber Nistkonkurrenten wie den Rotschnabel-Madenhacker oder Brutparasiten wie den Kleinen Honiganzeiger.
Das Gelege besteht aus zwei bis vier Eiern. Die Brutzeit beträgt 13 Tage. Frisch geschlüpfte Jungvögel werden zunächst mit Insekten gefüttert und erhalten dann auch zunehmend Früchte. Die Nestlingszeit beträgt 37 bis 39 Tage.

## Belege